# Thomas Heilmann

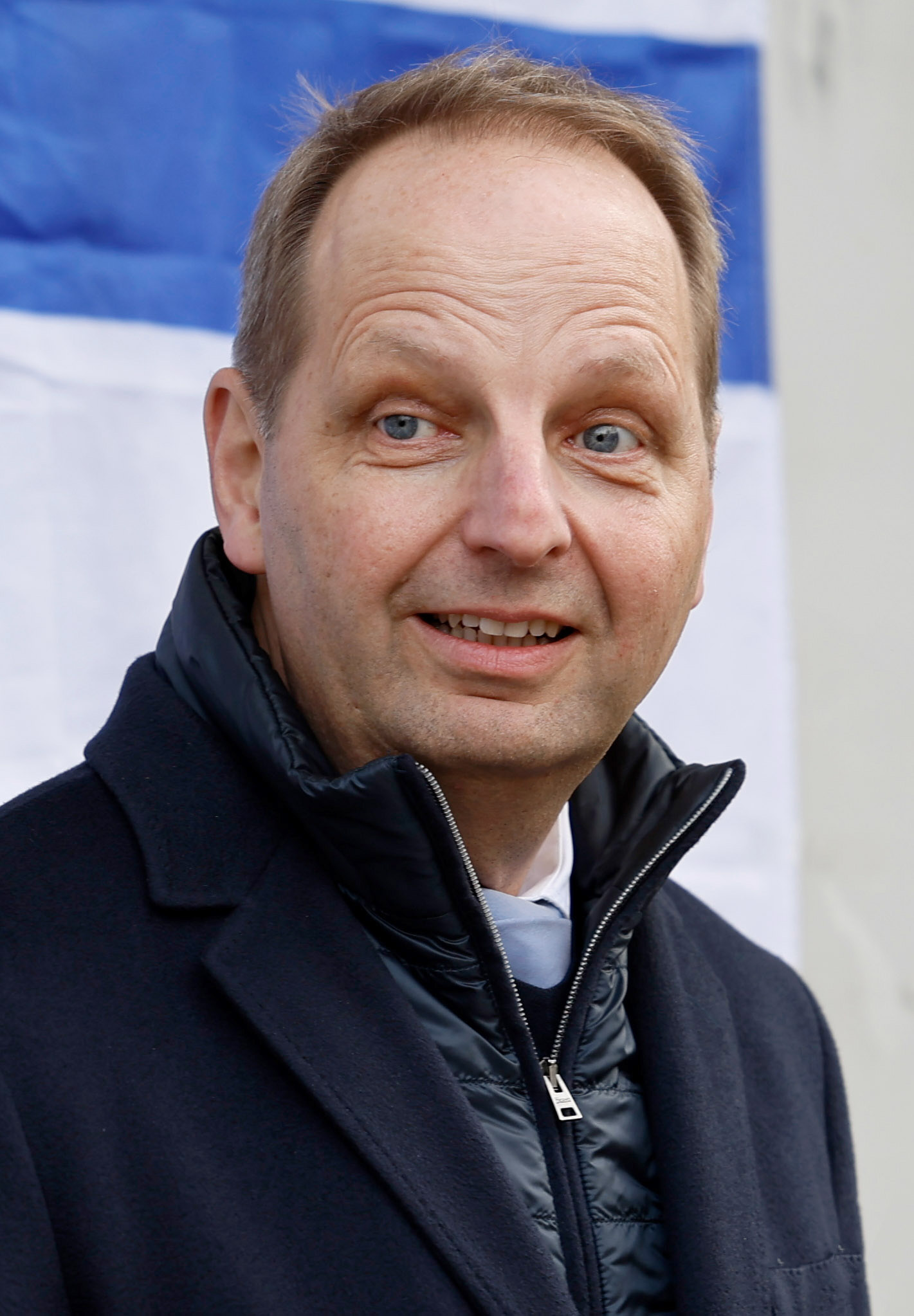
Thomas Heilmann (2023)

Thomas Heilmann (* 16. Juli 1964 in Dortmund) ist ein deutscher Politiker (CDU) und Unternehmer. Er war von 2017 bis 2025 Mitglied des Deutschen Bundestages. Von 2012 bis 2016 war er Senator für Justiz und Verbraucherschutz des Landes Berlin. Zudem war er von November 2021 bis Anfang 2025 Vorsitzender der Landesgruppe der Berliner CDU-Bundestagsabgeordneten.

## Leben

### Ausbildung und Beruf
Heilmann arbeitete während seines von der Studienstiftung des deutschen Volkes geförderten Jurastudiums (1985–1989) in Bonn und während seines juristischen Referendariats in München (1990–1993) als freier Journalist, unter anderem für die FAZ und die Tagesthemen. Praktikumsstationen während der Studienzeit waren die Unternehmensberatung McKinsey in München und die Marketingabteilung der Lufthansa in New York. Nach der Wende (1990) bewarb er sich mit Partnern erfolgreich um eine Radio-Sendelizenz. Daraus entstand Antenne Sachsen. Seine Anteile an dem Sender verkaufte er 1993 und erwarb damit das Startkapital für weitere Gründungen. 1990 gründete er mit Sebastian Turner und Olaf Schumann die Werbeagentur Delta-Design, die 1991 in Scholz & Friends aufging. Er absolvierte einen Studienaufenthalt in Harvard und legte 1993 sein zweites Staatsexamen ab.
Über zehn Jahre lang war er geschäftsführender Gesellschafter der Berliner Niederlassung von Scholz & Friends; von 2001 bis 2008 war er gemeinsam mit dem Chef der Agentur, Sebastian Turner, Vorstandsvorsitzender der gesamten europäischen Agenturgruppe. Von April 2008 bis September 2010 gehörte er dem Aufsichtsrat Commarco, der Holding von Scholz & Friends, an.
Daneben wirkt er in vier weiteren Unternehmensgruppen in den Bereichen Medien, Unternehmensbeteiligungen, Internet und Immobilien als Gesellschafter und Aufsichtsrat. Er hat seit 1991 mehrere Unternehmen in verschiedenen Branchen mitgegründet oder deren Aufbau mitfinanziert. Dazu gehören neben Antenne Sachsen auch XING, MyToys.de, Pixelpark und der Energiebroker Ampere AG. Zudem war er bis Ende 2010 Gesellschafter von Facebook. Seine Anteile verkaufte er, nachdem sich der Wert verzehnfacht hatte.
Heilmann saß vor seiner Ernennung zum Justizsenator in verschiedenen Aufsichtsräten, Beiräten und Vorständen, darunter den Berliner Wasserbetrieben, dem Kulturkreis der Deutschen Wirtschaft im BDI, dem sozialen Internetnetzwerk betterplace.org, dem Medienboard Berlin-Brandenburg und des PR-Dienstleisters Cision.
1998 nahm er an der Universität der Künste Berlin einen Lehrauftrag wahr.
1999 gründete Heilmann zusammen mit Bernd Hardes, Dirk Buddensiek und Sebastian Turner die als Incubator gestartete Beteiligungsholding Econa AG.
Zwischen 2008 und 2011 war Heilmann maßgeblich an der Entwicklung des Hackeschen Quartiers, eines Viertels um den neu entstandenen Litfaßplatz in der historischen Mitte Berlins, beteiligt.
Der Verein Berliner Kaufleute und Industrieller (VBKI) nannte ihn 2010 „einen der erfolgreichsten Unternehmer und Gründer des Nachwende-Berlins“.

### Politische Laufbahn

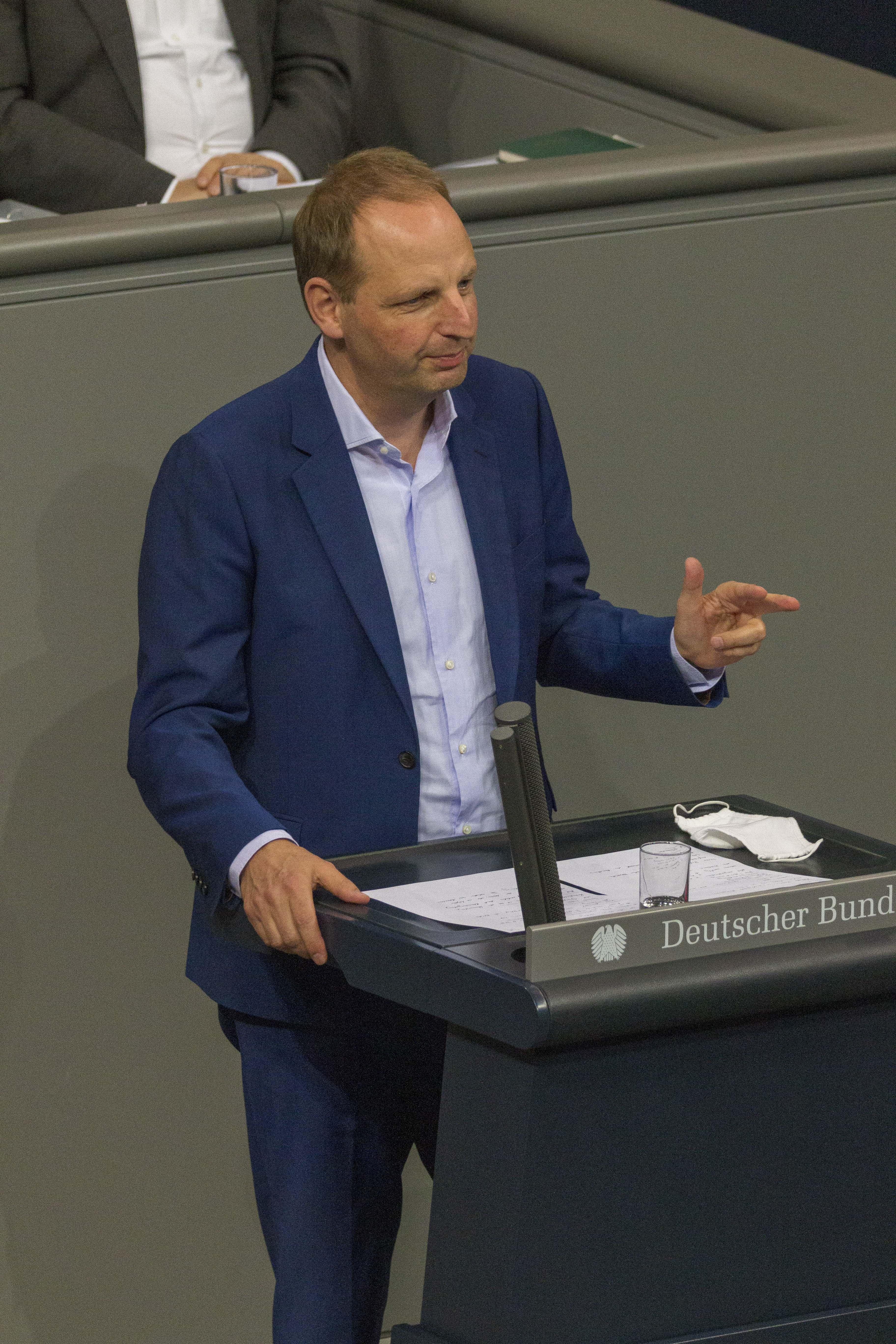
Thomas Heilmann (2020)

In die CDU trat er mit 16 ein. In den 1980er Jahren war er Mitglied des Bonner Friedensforums. Ab Juni 2000 war er Internetbeauftragter der CDU Deutschlands. Im März 2009 wurde Thomas Heilmann zum stellvertretenden Vorsitzenden des Berliner Landesverbandes gewählt und gestaltete das Wahlprogramm mit. Im Mai 2013 wurde er Vorsitzender des CDU-Kreisverbandes Steglitz-Zehlendorf. Er gewann als Außenseiter gegen Karl-Georg Wellmann mit 85 % der Stimmen.
Am 12. Januar 2012 wurde Heilmann zum Nachfolger des 2011 nach elf Tagen zurückgetretenen Berliner Senators für Justiz und Verbraucherschutz, Michael Braun, gewählt. Heilmanns Amtsführung wurde von der Opposition und von Medien positiv beurteilt.
Nachdem er von 2012 bis 2016 Senator für Justiz gewesen war, verpasste er bei der Wahl zum Berliner Abgeordnetenhaus 2016 den Einzug ins Parlament. Einerseits unterlag er im Wahlkreis Steglitz-Zehlendorf 2 bei der Wahl um das Direktmandat, andererseits verpasste er aufgrund des im Vergleich zu 2011 um 10,6 gesunkenen Zweitstimmenanteils der von ihm geführten CDU den Einzug über die Bezirksliste. Durch die neue Koalition ohne CDU schied er als Senator aus.
Für die Bundestagswahl 2017 kandidierte Heilmann bei den parteiinternen Abstimmungen um die CDU-Kandidaten im Bundestagswahlkreis Berlin-Steglitz-Zehlendorf gegen Karl-Georg Wellmann. Nachdem durch den Tagesspiegel Vorwürfe wegen Fälschung von Wahlscheinen gegen Wellmann bekannt geworden war, setzte Thomas Heilmann sich gegen ihn durch. Bei der Bundestagswahl am 24. September 2017 wurde er mit 35,4 % der Erststimmen in den 19. Deutschen Bundestag gewählt.
Im 19. Deutschen Bundestag war Heilmann ordentliches Mitglied im Ausschuss Digitale Agenda sowie im Ausschuss für Arbeit und Soziales. Zudem gehörte er als stellvertretendes Mitglied dem Ausschuss für Bildung, Forschung und Technikfolgenabschätzung, dem Wahlausschuss und der Enquete-Kommission „Berufliche Bildung“ an. Im Laufe der Legislatur wurde er Mitglied einer Projektgruppe „Zukunft und Innovation“ seiner Fraktion, in der er zusammen mit der Abgeordneten Nadine Schön das Projekt NEUSTAAT initiierte und im gleichnamigen Buch eine Reihe an Vorschlägen für die Modernisierung des Staates machte. Das Buch erreichte Platz 23 der Spiegel-Bestseller-Liste und erhielt mehrere positive Rezensionen. Teile seiner Ideen wurden in das Wahlprogramm der CDU übernommen.
Im Dezember 2017 schied er aus dem Landesvorstand der Berliner CDU aus.
In der COVID-19-Pandemie meldete er einen Wahlkampfbus als Testzentrum an. Die Senatsverwaltung entzog ihm die Lizenz mit der Begründung, dass öffentlich finanzierte Testungen in einem für Wahlkampfzwecke eingesetzten Bus rechtswidrig seien. Die Gesundheitssenatorin Kalayci nannte es einen skandalösen Missbrauch.
Bei der Bundestagswahl 2021 trat er erneut im Wahlkreis Berlin-Steglitz-Zehlendorf an und gewann mit 28,0 % der Erststimmen erneut das Direktmandat für den 20. Deutschen Bundestag.
Am 10. November 2021 wurde er als Nachfolger von Jan-Marco Luczak zum Vorsitzenden der Landesgruppe der Berliner CDU-Bundestagsabgeordneten gewählt.
Bei der Bundestagswahl 2025 trat Heilmann nicht erneut an.
Im Februar 2022 wurde er als Nachfolger von Heinrich Strößenreuther zum Vorsitzenden der CDU-nahen KlimaUnion gewählt.

### Ehrenamtliches Engagement
2009 wurde Heilmann in den Vorstand von Save the Children Deutschland berufen und 2010 zum Vorsitzenden gewählt. Seit 2016 gehört er als erster Deutscher Non-Executive Director dem Weltvorstand von Save the Children International an.

### Familie
Heilmann wuchs in Dortmund auf und absolvierte sein Abitur am dortigen Stadtgymnasium. Sein Vater war der Philosophieprofessor Wolfgang Heilmann, seine Mutter Hausfrau. Er ist das fünfte von sechs Kindern.
Er lebt mit seiner Lebensgefährtin in Berlin-Dahlem. Gemeinsam hat das Paar vier Söhne.

## Einstweilige Anordnung des Bundesverfassungsgerichts
Am 5. Juli 2023 beschloss das Bundesverfassungsgericht, einem Eilantrag von Heilmann gegen die Gestaltung des Gesetzgebungsverfahrens zur Änderung des Gebäudeenergiegesetzes (sogenanntes Heizungsgesetz) stattzugeben und dem Bundestag aufzugeben, die zweite und dritte Lesung nicht innerhalb der laufenden Sitzungswoche durchzuführen. Eine endgültige Entscheidung des Bundesverfassungsgerichts in der Hauptsache steht noch aus. Die Spitzen der Koalitionsfraktionen teilten mit, es werde keine Sondersitzung in der Sommerpause geben und die Verabschiedung des Gesetzes werde auf Anfang September verschoben.

## Politische Positionen

### Cannabiskonsum

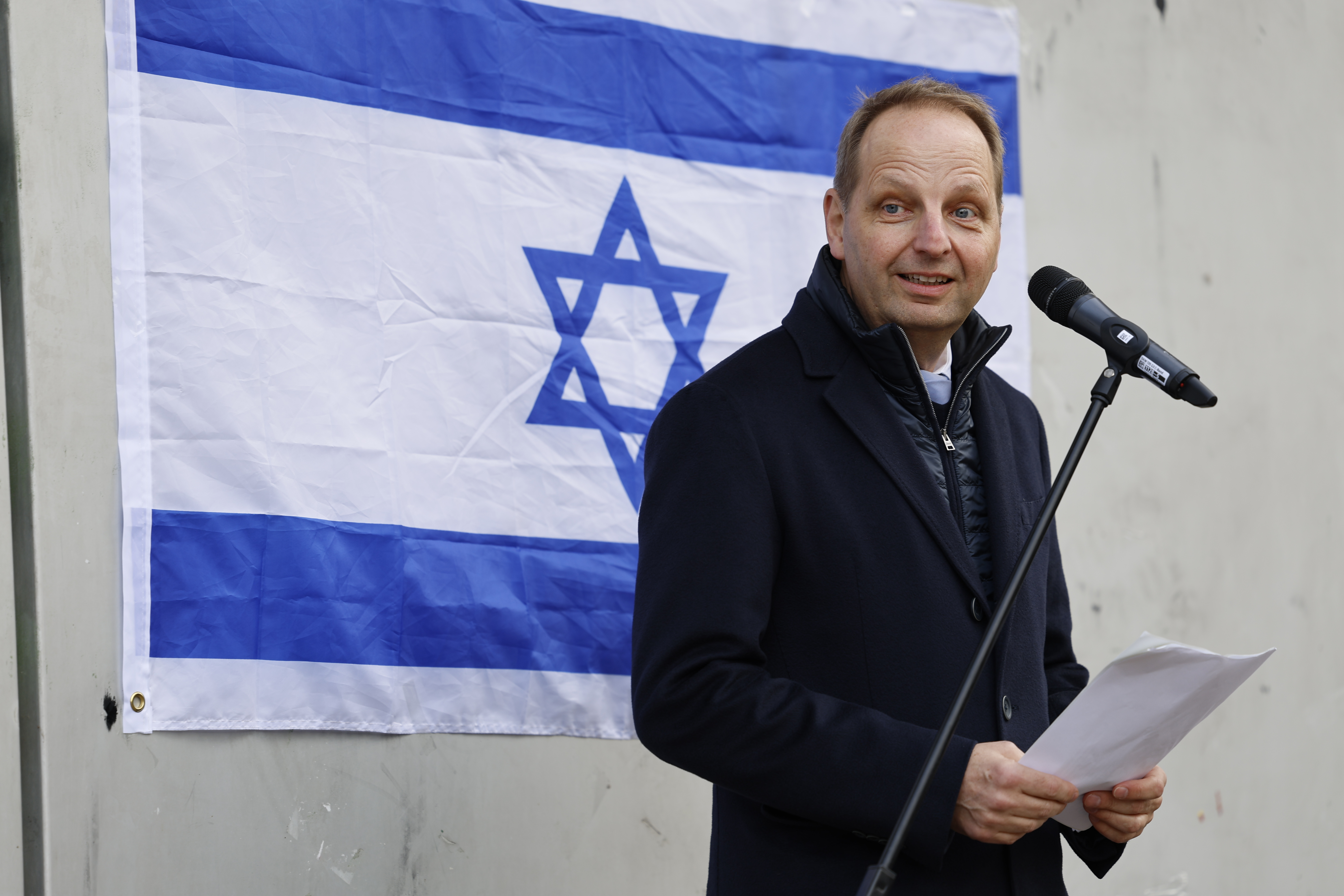
Rede bei der Kundgebung Fridays for Israel, FU Berlin (2023)

Im Jahr 2012 forcierte Heilmann zusammen mit CDU-Senatskollegen Mario Czaja (Gesundheit) und Frank Henkel (Inneres) eine Initiative, in Berlin den straffreien Eigenbedarf von Cannabis von 15 auf 6 Gramm zu senken.
Heilmann befürwortete 2021 eine begrenzte Legalisierung von Cannabis. Er sagte, die damalige Situation (Konsum für Erwachsene erlaubt, der Verkauf aber illegal) entfalte „keine ausreichende Wirkung“; sie sei „unglaubwürdig und zu Recht angegriffen“. Heilmann plädiert für eine günstige Abgabe von kleinen Mengen in Apotheken bei strengen Warnhinweisen auf der Packung.
Dafür allerdings sollte sich vorher international abgestimmt werden.

### Klimapolitik
Heilmann und andere Abgeordnete formulierten vor der Bundestagswahl 2021 unter der Überschrift Grüne Null Ansätze, wie eine Politik zur Erreichung von Klimaneutralität aussehen kann. Sie forderten einen höheren CO2-Preis, die Vervielfachung von erneuerbaren Energien in Zusammenarbeit mit der Wirtschaft, die Beschleunigung von Genehmigungsverfahren für Anlagen zur Gewinnung erneuerbarer Energien wie Photovoltaik- und Windkraftanlagen sowie die drastische Reduzierung von Bürokratie.

### Beschneidungsdebatte
Heilmann war 2012 Justizsenator in Berlin im Senat Wowereit IV. Nachdem das Landgericht Köln im Juni religiös motivierte Beschneidungen für rechtswidrig erklärt hatte, forderte Heilmann Anfang September 2012 eine bundesgesetzliche Regelung.

### Digitalisierung
Im Ausschuss für Digitales des Bundestages kümmert Heilmann sich um Themen wie die Digitalisierung der Verwaltung, die Förderung von technischen Standards in der Verwaltung und der Wirtschaft, die Stärkung von Datensouveränität und die verstärkte Nutzung von öffentlichen Daten. Er ist gegen Datensparsamkeit auf staatlicher Seite gegenüber der Bevölkerung, für Videoüberwachung und für die Vorratsdatenspeicherung.

### Bekämpfung organisierter Kriminalität
Als Justizsenator des Landes Berlin widmete sich Heilmann besonders auch dem Kampf gegen kriminelle Clans. Er schlug bereits 2013 vor, die organisierte Kriminalität durch das Instrument der sogenannten Vermögensabschöpfung stärker zu bekämpfen. Sein Ziel war es, dass die Justiz Vermögen aus illegalen Geschäften leichter einziehen kann. Heilmann strebte an, dass Verdächtige nachweisen müssen, ihr Geld auf legalem Weg verdient zu haben. Seine Vorschläge stießen bis zuletzt auf starken Widerspruch – auch der Grünen und der damals außerparlamentarischen FDP. Am 1. Juli 2017 trat ein Bundesgesetz in Kraft, das die Vermögensabschöpfung erleichtert. Das Bundesverfassungsgericht bestätigte das Gesetz 2021 als verfassungsgemäß.

### Gleichgeschlechtliche Ehe
Heilmann warb 2017 für die Ehe für alle.

## Kontroversen
Als im Jahr 2014 der Berliner Senat die Übertragung der Geschäfte bezüglich des städtischen Gasnetzes von einem privaten Konsortium an eine landeseigene Gesellschaft diskutierte, meldete Heilmann als Justizsenator juristische Bedenken an. Heilmann war aber zugleich Anteilseigner der Ampere AG, einem Energiehändler, der im Auftrag mittelständischer Unternehmen Verträge mit Strom- und Gasanbietern abschließt.
Die Beteiligungsgesellschaft Millennium Venture Capital AG, an der Heilmann zeitweise 50 % der Aktien hielt, soll laut Der Spiegel im Jahr 2017 einen Bilanzgewinn von 54 Millionen Euro ausgewiesen und in einem der Jahre bis 2021 auf 80 Millionen Euro gesteigert haben. Er übergab nach seinem Einzug in den Bundestag am 24. Oktober 2017 seine Unternehmensbeteiligungen einem Treuhänder. Laut diesem seien Heilmanns „wirtschaftliche Verhältnisse“ dem Finanzamt und dem Bundestagspräsidenten „korrekt gemeldet“ worden. Die Bundestagsverwaltung habe die „Struktur seiner Vermögensverwaltung“ als „nicht zu veröffentlichen eingestuft“.
Heilmann ist an der BioInvest GmbH mittelbar beteiligt, die „Anlagen im Bereich der erneuerbaren Energien“ betreibt, für die sich Heilmann spätestens seit 2017 politisch einsetzt. Während der Flüchtlingskrise, als Heilmann Justizsenator der Hauptstadt war, erwarb die GmbH im März 2015 für fünf Millionen Euro einen Teil eines Gebäudes. Dieser Gebäudeteil wurde im September 2015 vom Berliner Landesamt für Gesundheit und Soziales (Lageso) als Flüchtlingsunterkunft sichergestellt. Von der Aquirierung bis mindestens September 2021 zahlte das Land Berlin eine Monatsmiete von 70.000 Euro an die Eigentümer der Immobilie, an die BioInvest GmbH. Bis 2014 gehörten ihm Anteile an der BioInvest, dann übernahm sein Vermögensverwalter 100 Prozent. Ab 2019 war Heilmann über seine Beteiligungsgesellschaft Millennium Venture Capital wieder Gesellschafter der GmbH. Sein Vermögensverwalter wies im September 2021 im Namen des CDU-Politikers auch in dieser Angelegenheit den Vorwurf eines Interessenkonflikts zurück. Heilmann sei als mittelbarer Gesellschafter „erst im Nachhinein“ über das Geschäft mit dem Lageso informiert worden. Er habe keinen Einfluss auf die Entscheidung gehabt.

## Ehrungen
Gemeinsam mit Sebastian Turner wurde Heilmann 1999 von der Fachzeitschrift new business zum „Agenturkopf des Jahres“ gewählt.

## Veröffentlichungen
- Thomas Heilmann, Stefan Bornecke, Juri Maximilian Heckmann: Gesetzgebung am Limit – Das GEG-Verfahren vor dem Bundesverfassungsgericht. Duncker & Humblot, Berlin 2023, in: Recht und Politik, Bd. 59 (2023), Iss. 4 : S. 394–404, https://doi.org/10.3790/rup.59.4.394.
- Thomas Heilmann, Nadine Schön: Neustaat: Politik und Staat müssen sich ändern: 64 Abgeordnete & Experten fangen bei sich selbst an – mit 103 Vorschlägen. Finanzbuch Verlag, München 2020, ISBN 978-3-95972-376-3.
- Thomas Heilmann (Hrsg.): Manual of international marketing. Gabler, Wiesbaden 2005, ISBN 3-8349-0039-7 (englisch)
  - Praxishandbuch internationales Marketing. Gabler, Wiesbaden 2006, ISBN 3-8349-0038-9 (deutsch).